# Naoufel Jammali
Naoufel Jammali, né en 1976 à Tunis, est un universitaire et homme politique tunisien, ministre de la Formation professionnelle et de l'Emploi dans le gouvernement Ali Larayedh.

## Biographie

### Études
Naoufel Jammali obtient un diplôme d'études juridiques à la faculté des sciences juridiques, politiques et sociales de Tunis en juin 1997 puis une maîtrise en sciences juridiques en juin 1999. Il y décroche également un diplôme d'études approfondies en droit européen et en relations euro-maghrébines en juin 2001.

### Carrière professionnelle
Depuis 2004, il est professeur au sein de la faculté de droit de l'université de Sfax. Depuis 2005, au sein de cette même université, il est membre du laboratoire en droit européen et en relations euro-maghrébines et membre fondateur du bureau syndical.

### Rôle depuis la révolution de 2011
Entre 2012 et 2013, il est directeur de la coopération internationale et des relations extérieures au ministre de la Formation professionnelle et de l'Emploi. En 2013, il devient ministre de la Formation professionnelle et de l'Emploi dans le gouvernement Ali Larayedh.
Il est élu à l'Assemblée des représentants du peuple lors des élections du 26 octobre 2014 sur une liste présentée par Ennahdha dans la circonscription de Sidi Bouzid, même s'il confirme ne pas détenir de carte d’adhérent du parti. Fin septembre 2016, il rejoint Ennahdha et devient membre de son bureau politique.